# Міста Латвії
У Латвії 81 населених пунктів мають статус міста. З них 10 — республіканських міст (латис. republikas pilsētas, виділено жирним шрифтом) і 71 крайових міст (латис. novada pilsētas). Республіканські міста не входять до складу країв. 9 міст (Айнажі, Акністе, Апе, Дурбе, Павілоста, Пілтене, Стайцеле, Стренчі, Субате) мають менше ніж 1000 мешканців. Найменшим за населенням є місто Дурбе — 483 мешканці (2024).

## Список
Жирним виділені республіканські міста
1. Адажі
2. Айзкраукле
3. Айзпуте
4. Айнажі
5. Акністе
6. Алоя
7. Алуксне
8. Апе
9. Ауце
10. Балві
11. Балдоне
12. Баложі
13. Бауска
14. Броцени
15. Валдемарпілс
16. Валка
17. Валміера
18. Вангажі
19. Варакляни
20. Вентспілс
21. Вієсіте
22. Віляка
23. Віляни
24. Гробіня
25. Гулбене
26. Дагда
27. Даугавпілс
28. Добеле
29. Дурбе
30. Єкабпілс
31. Єлгава
32. Єцава
33. Зилупе
34. Ікшкіле
35. Ілуксте
36. Кандава
37. Карсава
38. Кегумс
39. Кекава
40. Кокнесе
41. Краслава
42. Кулдига
43. Ливани
44. Лигатне
45. Лієлварде
46. Лієпая
47. Лимбажі
48. Лубана
49. Лудза
50. Мадона
51. Мазсалаца
52. Марупе
53. Огре
54. Олайне
55. Павілоста
56. Пілтене
57. Плявіняс
58. Прейлі
59. Прієкуле
60. Резекне
61. Рига
62. Руїена
63. Сабіле
64. Саласпілс
65. Салацгріва
66. Салдус
67. Саулкрасти
68. Седа
69. Сігулда
70. Скрунда
71. Смілтене
72. Стайцеле
73. Стенде
74. Стренчі
75. Субате
76. Талсі
77. Тукумс
78. Цесвайне
79. Цесіс
80. Юрмала
81. Яун'єлгава

## Мапа
— 500 000 і більше
 — від 50 000 до 100 000
 — від 20 000 до 50 000
 — від 5 000 до 20 000
 — до 5 000